# مقاطعة يلوستون (مونتانا)
مقاطعة يلوستون (بالإنجليزية: Yellowstone County) هي إحدى مقاطعات ولاية مونتانا في الولايات المتحدة الأمريكية.